# Tomopteris apsteini
Tomopteris apsteini är en ringmaskart som först beskrevs av Karel Rosa 1908.  Tomopteris apsteini ingår i släktet Tomopteris och familjen Tomopteridae. Arten har ej påträffats i Sverige. Inga underarter finns listade i Catalogue of Life.